# Vitus Rubianto Solichin

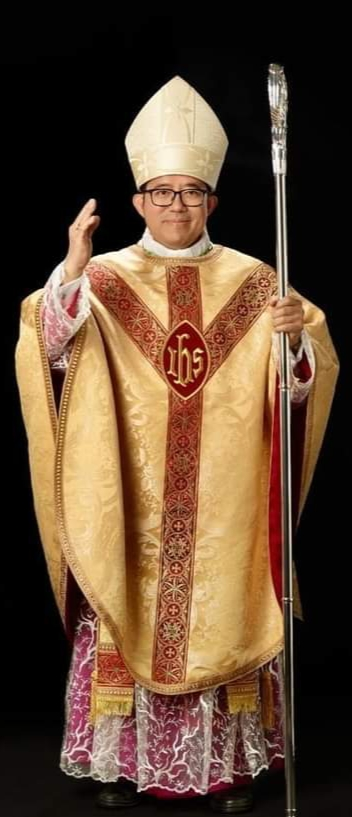
Vitus Rubianto Solichin SX (2021)

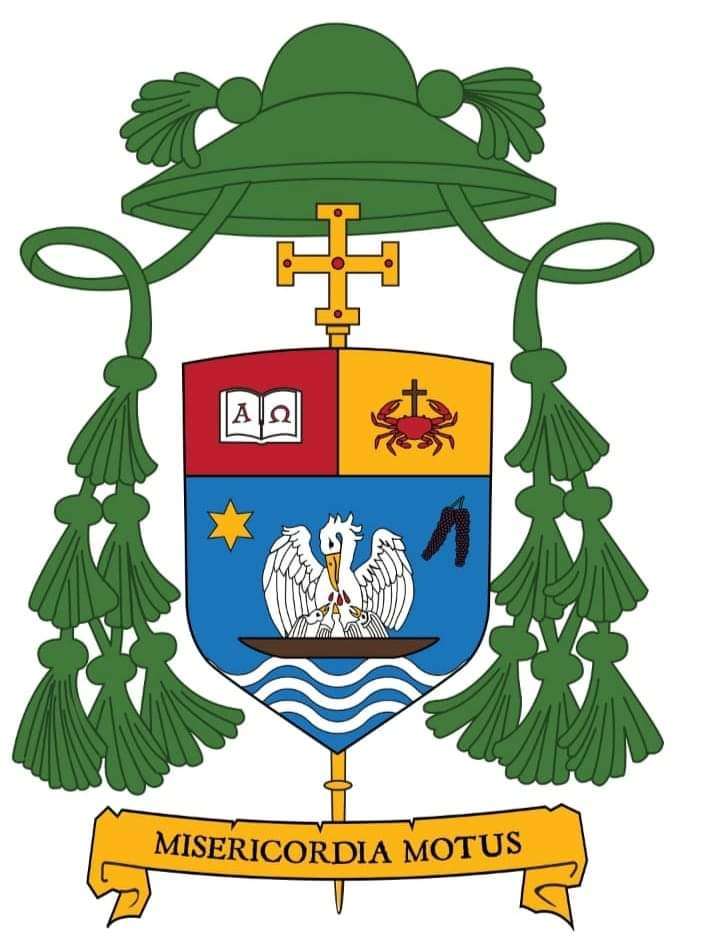
Bischofswappen

Vitus Rubianto Solichin SX (* 15. November 1968 in Semarang, Indonesien) ist ein indonesischer Ordensgeistlicher und römisch-katholischer Bischof von Padang.

## Leben
Vitus Rubianto Solichin trat nach dem Besuch des Knabenseminars in Mertoyudan der Ordensgemeinschaft der Xaverianer-Missionare bei. Er studierte an der Driyarkara-Hochschule für Philosophie in Jakarta und an der päpstlichen theologischen Fakultät Wedabhakti in Yogyakarta. Am 18. März 1996 legte er die ewige Profess ab und empfing am 7. Juli 1997 durch den Bischof von Padang, Martinus Dogma Situmorang OFMCap, das Sakrament der Priesterweihe.
Von 1997 bis 2001 studierte er am Päpstlichen Bibelinstitut in Rom und erwarb das Lizenziat. Anschließend lehrte er bis 2007 an der Driyarkara-Hochschule für Philosophie und am Priesterseminar des Bistums Bandung. Von 2007 bis 2012 studierte er erneut in Rom und erwarb einen Abschluss in biblischer Theologie an der Päpstlichen Universität Gregoriana. Ab 2013 war er erneut Professor an der Driyarkara-Hochschule für Philosophie und als deren stellvertretender Leiter für die akademischen Angelegenheiten verantwortlich. Er gehörte dem Ausbildungsteam und dem Provinzialrat seiner Ordensgemeinschaft für Indonesien an. Seit 2015 war er Rektor des philosophischen Scholastikats in Jakarta und seit 2018 Präsident der indonesischen Vereinigung der Bibelwissenschaftler.
Am 3. Juli 2021 ernannte ihn Papst Franziskus zum Bischof von Padang. Der Apostolische Nuntius in Indonesien, Erzbischof Piero Pioppo, spendete ihm am 7. Oktober desselben Jahres in der Kathedrale von Padang die Bischofsweihe. Mitkonsekratoren waren der Erzbischof von Medan, Kornelius Sipayung OFMCap, und der Bischof von Pangkal-Pinang, Adrianus Sunarko OFM.